# 西谷村 (兵庫県宍粟郡)
西谷村（にしだにむら）は、兵庫県中西部（西播磨地区）にかつて存在した村。宍粟郡に属した。
1956年、奥谷村と合併し、波賀町となったため、地方自治体として消滅した。
旧村域は現在の宍粟市波賀町のほぼ南半分に相当する。

## 概要
現在の宍粟市波賀町日見谷、谷、小野、今市、安賀、斉木、有賀、上野、皆木に相当する。
村名は、当村東の揖保川上流域に位置する三方谷（宍粟市一宮町北部）から見て西の谷に位置することに由来するとされている。

## 地理
引原川が村域を南流する。

## 隣接している自治体（合併前）
- 宍粟郡：山崎町、一宮町、三方村、千種村、奥谷村

## 歴史
- 1889年（明治22年）4月1日 町村制施行の際、宍粟郡西谷村が成立。
- 1956年（昭和31年）9月30日 奥谷村と合併し、波賀町となったことにより消滅。
「波賀」の名は西谷村に位置する波賀城およびこの地域一帯の旧里名に由来したものである。

## 地域

### 人口

#### 人口推移
緑色で示したものが、西谷村の人口（奥谷村との合併により波賀町となって以降は、西谷村であった地区の人口）
（なお、人口は国勢調査により各年10月1日時点のものである）
＜参考 - #歴史＞
| 1950年（昭和25年） | 5,285 |
| 1955年（昭和30年） | 5,119 |
| 2000年（平成12年） | 3,668 |
| 2005年（平成17年） | 3,426 |

### 教育
現在は宍粟市立となっている。
- 西谷村立西谷小学校（現在は、宍粟市立波賀小学校）
- 西谷村立西谷中学校（のち、両村学校組合立西奥中学校 → 宍粟市立波賀中学校）